# 醜跳彈䲁
醜跳彈䲁（學名：Alticus sertatus），又稱醜高冠䲁，為輻鰭魚綱鳚形目䲁科跳彈䲁屬的一種，分布於中西太平洋斐濟及東加海域，深度0至5公尺，在受到驚擾時從其棲息的洞穴中跳躍，本魚體呈長橢圓形，稍側扁，頭鈍短，在眼睛前面幾乎垂直，頸背上有低矮的冠，眼大、突出，長度為頭的四分之一，口寬，下位，牙齒數量多且小，可活動，排成單列，沒有犬齒，鰓膜連續且自由地橫跨喉部，延伸至胸鰭基部上方，具鼻鬚及眶上鬚，體色為均勻的深橄欖色，腹部、臀鰭、腹鰭和胸鰭顏色較淺，除尾鰭外，各鰭邊緣均呈白色，背鰭硬棘14-15枚、背鰭軟條22-23枚、臀鰭硬棘2枚、臀鰭軟條27-28枚，體長可達8公分，棲息在沿海潮間帶礁石淺水域，可離開水面在陸地上活動，通常躲在洞穴，以藻類為食，雌魚產附著性卵，雄魚有護卵行為。